# 蔡秀彬
蔡秀彬（韓語：채수빈，1994年7月10日—），本名裴秀彬，韓國女演員。

## 簡歷
高一時因為出眾的外貌，被星探發掘走上演員之路；出道之初，就已透過多部廣告而出名。2015年主演第一次身為女主角的劇集《青鳥之家》，憑此劇獲得韓國電視劇節、大田電視劇節、KBS演技大賞等多項提名，並奪得2項女子新人獎。2017年以古裝劇《逆賊：偷百姓的盜賊》獲得MBC演技大賞的月火劇部門女子優秀演技獎，2018年以《狐狸新娘星》獲得SBS演技大賞的女子優秀演技獎，2024年以《現在撥打的電話》獲得MBC演技大賞的女子優秀演技獎。

## 影視作品

### 劇集
| 年份   | 平台     | 劇名                             | 角色              | 備註         |
| 2014年 | MBC      | Drama Festival—怨女日記          | 沈清              | 配角         |
| 2015年 | KBS2     | SPY                              | 趙秀妍            | 配角         |
| 2015年 | KBS      | 青鳥之家                         | 韓恩秀            | 主演         |
| 2015年 | KBS      | 無理的前進                       | 權秀雅            | 主演         |
| 2016年 | KBS2     | 雲畫的月光                       | 趙嘏妍            | 主演         |
| 2016年 | 騰訊視頻 | 撿來的貓男                       | 苗淼              | 至今尚未播出 |
| 2016年 | MBC      | 購物王路易                       | 王夢實            | 特別演出     |
| 2017年 | MBC      | 逆賊：偷百姓的盜賊               | 宋佳玲            | 主演         |
| 2017年 | KBS2     | 最強送餐員                       | 李丹雅            | 主演         |
| 2017年 | KBS2     | KBS Drama Special—如果我們是季節 | 尹海琳            | 主演         |
| 2017年 | MBC      | 不是機器人啊                     | 趙智雅 / 雅智三號 | 主演         |
| 2018年 | SBS      | 狐狸新娘星                       | 韓夏天            | 主演         |
| 2020年 | tvN      | 一半的一半                       | 韓瑞雨            | 主演         |
| 2022年 | Disney+  | 警校菜鳥                         | 高恩康            | 主演         |
| 2022年 | Netflix  | 閃耀國度                         | 表志恩            | 主演         |
| 2024年 | MBC      | 現在撥打的電話                   | 洪熙珠            | 主演         |
| 待公布 | Netflix  | 給我充電吧                       |                   | 主演         |

### 電影
| 年份   | 片名             | 角色   | 備註 |
| 2014年 | 我的獨裁者       | 肚臍   |      |
| 2014年 | 外賣             | 明智   |      |
| 2015年 | 與夜晚一起       | 慧珍   |      |
| 2015年 | M boy            | 恩秀   |      |
| 2016年 | 機器人，聲音     | 金宥珠 |      |
| 2019年 | 你的名字叫薔薇   | 洪賢雅 |      |
| 2021年 | 酸酸甜甜愛上你   | 鄭多恩 | 主演 |
| 2022年 | 海賊：鬼怪的旗幟 | 海琴   |      |
| 2024年 | 劫机             | 玉顺   | 主演 |
| 2025年 | 全知讀者視角     | 劉尚雅 | 主演 |

### 話劇
| 年份   | 劇目             | 角色                        | 備註                                         |
| 2014年 | 他和她的星期四   | 徐伊慶                      |                                              |
| 2016年 | 黑鳥             | 雨娜（Una）                 |                                              |
| 2019年 | 亨利爺爺和我     | 康斯坦斯                    |                                              |
| 2020年 | 亨利爺爺和我     | 康斯坦斯                    |                                              |
| 2023年 | 戀愛中的莎士比亞 | 薇奧拉·德·勒沙／湯瑪士·肯特 | 2023年1月28至3月26日於首爾藝術殿堂CJ土月劇場 |

### MV
| 年份   | 演唱歌手 | 曲目                             | 備註 |
| 2014年 | Uniqnote | Girlfriend                       |      |
| 2016年 | Wax      | 你是 你是 你是（너를 너를 너를） |      |
| 2021年 | 圭賢     | 마지막 날에（Moving On）         |      |
| 2021年 | 圭賢     | Coffee                           |      |

## 音樂作品

### 原声带
| 发行日期      | 歌名                              | 专辑                               |
| 2017年4月25日 | 这就是爱（사랑이라고）            | 《逆賊：偷百姓的盜賊 OST Part.10》 |
| 2017年8月30   | 너에게 가는 길 （Love on my way） | 《最强送货员 OST Part.7》          |

### 廣告歌曲
| 发行日期      | 歌名                                 | 专辑              |
| 2023年5月24日 | Yellow Circle Feat.조유리（JO YURI） | 《Yellow Circle》 |

## 綜藝節目
| 年份   | 播出日期        | 頻道  | 節目名稱 | 備 註                                  |
| 2022年 | 9月9日—10月21日 | TVING | 青春MT   | 固定出演，以《雲畫的月光》主演身份參與 |

## 提名與獲獎列表
| 年份   | 頒獎典禮                 | 獎項                          | 作品                              | 結果 |
| 2015年 | 第8屆韓國電視劇節        | 女子新人賞                    | 青鳥之家                          | 提名 |
| 2015年 | 第4屆大田電視劇節        | 女子新人賞                    | 青鳥之家                          | 獲獎 |
| 2015年 | KBS演技大賞              | 最佳情侶賞（與李相燁）        | 青鳥之家                          | 提名 |
| 2015年 | KBS演技大賞              | 女子新人賞                    | 青鳥之家、無理的前進              | 獲獎 |
| 2015年 | KBS演技大賞              | 網路女子人氣賞                | 青鳥之家、無理的前進              | 提名 |
| 2016年 | 第11屆Maxmovie最佳電影獎 | Rising Star賞                 | 不適用                            | 獲獎 |
| 2016年 | KBS演技大賞              | 中篇電視劇部門 女子優秀演技賞 | 雲畫的月光                        | 提名 |
| 2017年 | MBC演技大賞              | 月火劇部門 女子優秀演技獎     | 逆賊：偷百姓的盜賊                | 獲獎 |
| 2017年 | MBC演技大賞              | 女子人氣獎                    | 逆賊：偷百姓的盜賊 、不是機器人啊 | 提名 |
| 2017年 | KBS演技大賞              | 迷你電視劇部門 女子優秀演技獎 | 最強送餐員                        | 提名 |
| 2017年 | KBS演技大賞              | 網路女子人氣獎                | 最強送餐員                        | 提名 |
| 2017年 | KBS演技大賞              | 最佳情侶獎（與高庚杓）        | 最強送餐員                        | 提名 |
| 2017年 | KBS演技大賞              | 女子聯作‧獨幕劇獎             | Drama Special—如果我們是季節      | 提名 |
| 2018年 | SBS演技大賞              | 女子優秀演技獎                | 狐狸新娘星                        | 獲獎 |
| 2024年 | MBC演技大賞              | 女子優秀演技獎                | 現在撥打的電話                    | 獲獎 |
| 2024年 | MBC演技大賞              | 最佳CP賞（與柳演錫）          | 現在撥打的電話                    | 獲獎 |

## 外部連結
- 蔡秀彬的Instagram帳戶
- YouTube上的蔡秀彬頻道
- 经纪公司官方網站 （页面存档备份，存于）
- 蔡秀彬在NAVER上的资料
- 蔡秀彬在Daum上的资料
- 蔡秀彬在HanCinema的頁面（英文）